# Тоні Голідей
То́ні Го́лідей (нім. Tony Holiday) ім'я при народженні Рольф Петер Кнігге (нім. Rolf Peter Knigge) (24 лютого 1951, Гамбург — 14 лютого 1990, Гамбург) — німецький виконавець пісень і композитор.

## Життєпис
До початку своєї музичної кар'єри Рольф Пітер Кнігге (справжнє ім'я виконавця) був дизайнером одягу й активно закуповував текстиль. У 1974 він уклав угоду з Гансом Бертрамом, який присвоїв йому сценічний псевдонім Тоні Голідей.
Однак перші сингли молодого виконавця навряд чи можна назвати успішними, а справжній успіх прийшов до нього лише три роки потому, у 1977, після виконання пісні «Танцюй самбу зі мною» («нім. Tanze Samba Mit Mir»), яка стала суперхітом і протягом багатьох тижнів була представлена у хіт-парадах. Також довгий час пісня займала верхні сходинки хіт-параду другого каналу німецького телебачення. Але інші його пісні, що вийшли пізніше, вже не мали такого великого успіху. У 1979 Голідей брав участь у відборі на Євробачення, виступивши з піснею «Багато текіли, багато красивих дівчат» («Too Much Tequila, Too Much Beautiful Girls»), та посів дев'яте місце. Другий значний успіх прийшов після виконання пісні «Never More Alone Its».
У подальшому Голідей також був гостем багатьох телевізійних музичних передач, протягом 1980-х років випустив ще декілька синглів. Тоні Голідей вів таємне гомосексуальне життя й помер від СНІДу 14 лютого 1990 року.

## Дискографія

### Альбоми
- 1977 Tanze Samba mit mir
- 1979 Rumba o.k.
- 1980 Nie mehr allein sein
- 2004 Tanze Samba mit mir

### Шлягери
- 1975 Du hast mich heut' noch nicht geküsst [Архівовано 18 грудня 2015 у Wayback Machine.]
- 1976 Den Appetit kannst du dir holen…doch gegessen wird zuhaus
- 1977 Tanze Samba mit mir [Архівовано 6 квітня 2014 у Wayback Machine.]
- 1978 Disco Lady
- 1980 Nie mehr allein sein [Архівовано 18 грудня 2015 у Wayback Machine.]
- 1981 Rio (de Janeiro) [Архівовано 18 грудня 2015 у Wayback Machine.]
- 1983 Dieselben Sterne leuchten
- 1984 Urlaubsreif